# Homo rudolfensis
Homo rudolfensis (også Australopithecus rudolfensis) er en uddød art i slægten Homo kun kendt gennem en håndfuld fossiler. Det første fossil blev opdaget af Bernard Ngeneo, et medlem af et team ledet af den kenyanske antropolog Richard Leakey og zoologen Meave Leakey i 1972 på Koobi Fora på den østlige side af søen Rudolf (nu Lake Turkana) i Kenya.
Det videnskabelige navn Pithecanthropus rudolfensis blev foreslået i 1978 af den russiske antropolog V. P. Alekseyev (1929-1991) som senere (i 1986) ændrede det til Homo rudolfensis efter kraniet KNM ER 1470. Det er fortsat et åbent spørgsmål, om de fossile beviser er tilstrækkelige til at postulere en selvstændig art, og i så fald, om denne art bør klassificeres som inden for Homo eller Australopithecus-slægten.
Den 8. august 2012 annoncerede et team ledet af Meave Leakey opdagelsen af et ansigt og to kæbeknogler tilhørende H. rudolfensis.